# 久我朋乃
久我 朋乃（くが ともの、1959年6月4日 - ）は、高知県出身の女優。身長163.7cm。

## おもな出演

### テレビドラマ
日本テレビ
- ドラマコンプレックス
  - 「銭華」（2006年）　‐　坂本美代子 役
- ホカベン（2008年）　-　戸塚春子 役

テレビ朝日
- 土曜ワイド劇場
  - 「明智小五郎vs金田一耕助」（2005年）　-　三枝佐智子 役

### 映画
- 青い車（2004年）　-　佐伯美枝 役
- ノロイ（2005年）　-　石井潤子 役
- 初恋 (2006年の映画)（2006年）　‐　みすずの母 役
- 砂時計 (漫画)（2008年）
- インビジブル・ウェーブ（英語版）（2007年）　‐　ボスの妻（セイコ） 役

### CM
- ANA
- アイホン
- 味の素
- キヤノン
- 積水ハウス